# Jan Bauwens
Jan Bauwens (6 januari 1928 – 30 augustus 1994) was een Belgisch wetenschapsjournalist, nieuwslezer en bestuurder. 

## Levensloop
Tijdens de jaren zestig was hij een van de bekendste nieuwslezers op de BRT. Hij werd vooral bekend vanwege zijn rechtstreekse verslaggeving van de maanlanding in 1969. Later werd hij directeur televisie bij de openbare omroep.
Bauwens won de radioprijs van de "Vereniging voor de Beschaafde Ommegangstaal".

## Publicaties
- Jan Bauwens (hoofdred.): Hitler, de korporaal-veldheer, Antwerpen, De Goudvink, s.d.
- Jan Bauwens, Piet Terlouw, H.C. Ebeling: Himmler, Gestapo-Heinrich, Antwerpen, De Goudvink, 1963
- Jan Bauwens: Bommen op Duitsland, Schelle, De Goudvink, 1967